# Vision Festival

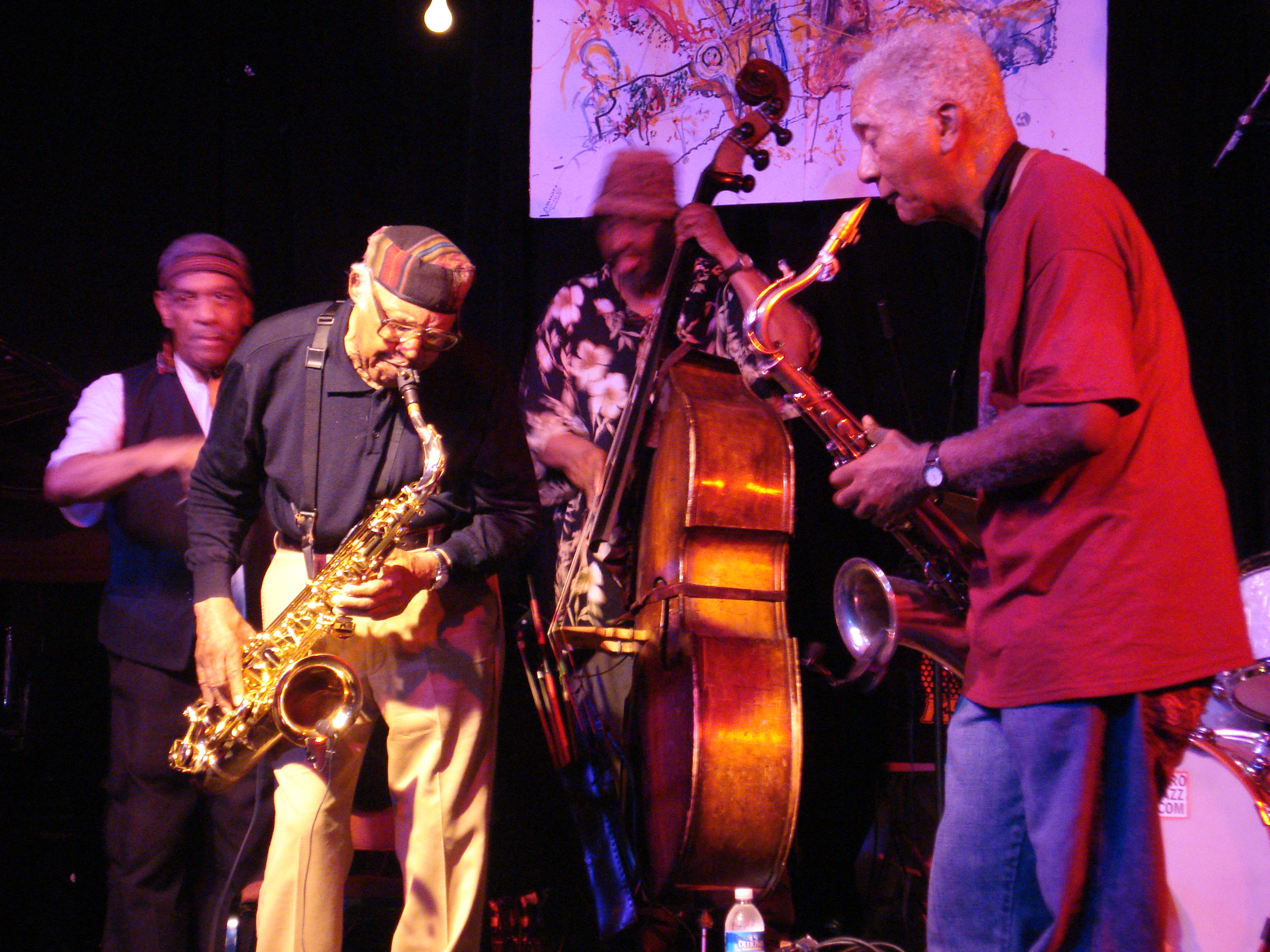
Vision Festival 2008, von links nach rechts: Billy Bang, Fred Anderson, William Parker und Kidd Jordan.

Das Vision Festival ist ein seit 1996 alljährlich im Mai und Juni in der Lower East Side von Manhattan und seit 2012 in Brooklyn stattfindendes Festival für Avantgarde Jazz und Free Jazz und damit verbundene künstlerische Bewegungen (Tanz, Film und Bildende Kunst).
Es findet in den zwei letzten Juni Wochen statt, parallel mit den New Yorker Ablegern des Newport Jazz Festival (wie bis 2008 dem JVC Jazz Festival).
Angeregt durch das Studio Rivbea von Sam Rivers in den 1970er-Jahren und die Sound Unity Festivals von 1984 und 1988 wurde es von der Tänzerin und Choreographin Patricia Nicholson Parker 1996 gegründet. Sie hatte in den beiden vorhergehenden Jahren das Improvisers Collective geleitet. Als Trägerin des Festivals fungiert die von Nicholson gegründete Non-Profit-Organisation Arts for Art. Im Rat sitzen auch der Jazzbassist William Parker, Ehemann von Patricia Nicholson Parker und Ex-Musiker aus Rivbea, und der Schlagzeuger Whit Dickey.
Das Festival fand im Lauf der Zeit an unterschiedlichen Orten statt, unter anderem im New Age Cabaret (dem ehemaligen Electric Circus Night Club), dem Jugendzentrum der St. Patrick´s Kathedrale und in der St. Nicholas of Myra Church, verschiedenen Kulturzentren und der Knitting Factory. Sie lehnen kommerzielle Sponsoren ab, erhalten aber teilweise Gelder aus der städtischen Kulturförderung. 2012 fand das Vision Festival im Roulette statt, mit Auftritten u. a. von Paul Dunmall und Mark Dresser.
Hier traten unter anderem auf: David S. Ware, Sam Rivers (mit seiner Bigband 2006), Frank Lowe, Daniel Carter, William Parker, Whit Dickey, Roy Campbell, Hamid Drake, Nicole Mitchell, Rob Brown, Kidd Jordan, Henry Grimes, Marc Ribot, Chad Taylor, Rashied Ali, Joe McPhee, Jason Kao Hwang, Jayne Cortez, Fred Anderson, Matthew Shipp, Billy Bang, Eddie Gale, Amiri Baraka, Roscoe Mitchell, Steve Lacy, DJ Spooky, Yo La Tengo, Peter Kowald, Peter Brötzmann (der auf dem Festival 2011 einen Preis für sein Lebenswerk erhielt), Cat Power, Louis Moholo. 2004 fand eine Reunion des Free Jazz Trios Revolutionary Ensemble von Leroy Jenkins, Sirone und Jerome Cooper aus den 1970er Jahren statt.

## Diskographische Hinweise
- The Roy Campbell Ensemble: Akhenaten Suite  (Vision, 2008)
- Vision Volume One: Vision Festival 1997 Compiled (Vision, 1998), mit Mark Dresser, William Parker, Thurston Moore, John Zorn, Susie Ibarra, Borah Bergman, Cooper-Moore, Assif Tsahar, Bill Cole, David Ware
- Jemeel Moondoc Tentet – Jus Grew Orchestra Live at the Vision Festival (Ayler Records, 2003)
- NAM: Song of Time - Live at the Vision Festival (Vision, 2004), mit Ahmed Abdullah, Alex Harding, Jimmy Weinstein, Masa Kamaguchi
- Steve Swell’s Slammin’ The Infinite: Live @ The Vision Festival (Not Two Records, 2007)
- Trio Viriditas: Live at Vision Festival VI (2008), mit Alfred Harth, Kevin Norton, Wilber Morris
- Joëlle Léandre/George Lewis: Transatlantic Visions (2009)
- Wadada Leo Smith: Spiritual Dimensions (Vision, 2009)
- Stone Quartet: Live at Vision Festival (Ayler, 2011), mit Joëlle Léandre, Marilyn Crispell, Roy Campbell, Mat Maneri